# Toso Lizsev
Toso Lizsev, Тошо Лижев (Sztrazsica, 1941. szeptember 15.) bolgár tudományos-fantasztikus író.

## Élete
A Szófiai Ohridi Szent Kelemen Egyetemen szláv filológiát végzett, ezután többek közt üzletszervezőként és könyvtárosként dolgozott. Bulgária kommunista korszakában egyetlen párt vagy politikai szervezet tagja sem volt. Kilenc önálló munkája jelent meg: Градините на Марс (A Mars kertjei, novellák, 1977), Не стреляй дори на шега (Még szórakozásból se lőjetek, novellák, 1978), Омайко и Умейко (Omajko és Umejko, regény, 1980), Невъзможен свят (Lehetetlen világ, novellák, 1980), Животът на една звезда (A csillag élete, mesék, 1985); Звездна люлка (Csillaghintás, mesék, 1986); Планината присмехулник (A gúnyos hegy, novellák, 1987), ДУБЪЛ ЧАР (regény, 2008) és Вселенско отмъщение (Egyetemes bosszú, novellák, 2009). Számos publikációja folyóiratokban és egyéb antológiákban jelent meg. Több munkáját oroszra, németre, spanyolra, lengyelre, csehre és magyarra fordították. Jelenleg Várnában él. 
Magyarul egyetlen novellája jelent meg a Galaktika 29. számában 1978-ban Halló, hallasz engem? címen.